# دیوید باست
دیوید باست (انگلیسی: David Busst؛ زادهٔ ۳۰ ژوئن ۱۹۶۷) بازیکن فوتبال اهل بریتانیا است.
از باشگاه‌هایی که در آن بازی کرده‌است می‌توان به باشگاه فوتبال کاونتری سیتی اشاره کرد.